# Krombekstrandloper
De krombekstrandloper (Calidris ferruginea) komt vooral in Siberië voor, waar hij op de toendra broedt.

## Voortplanting
Het mannetje van deze vogel heeft een baltsritueel in de lucht en het vrouwtje legt gewoonlijk 3-4 eieren op de grond.

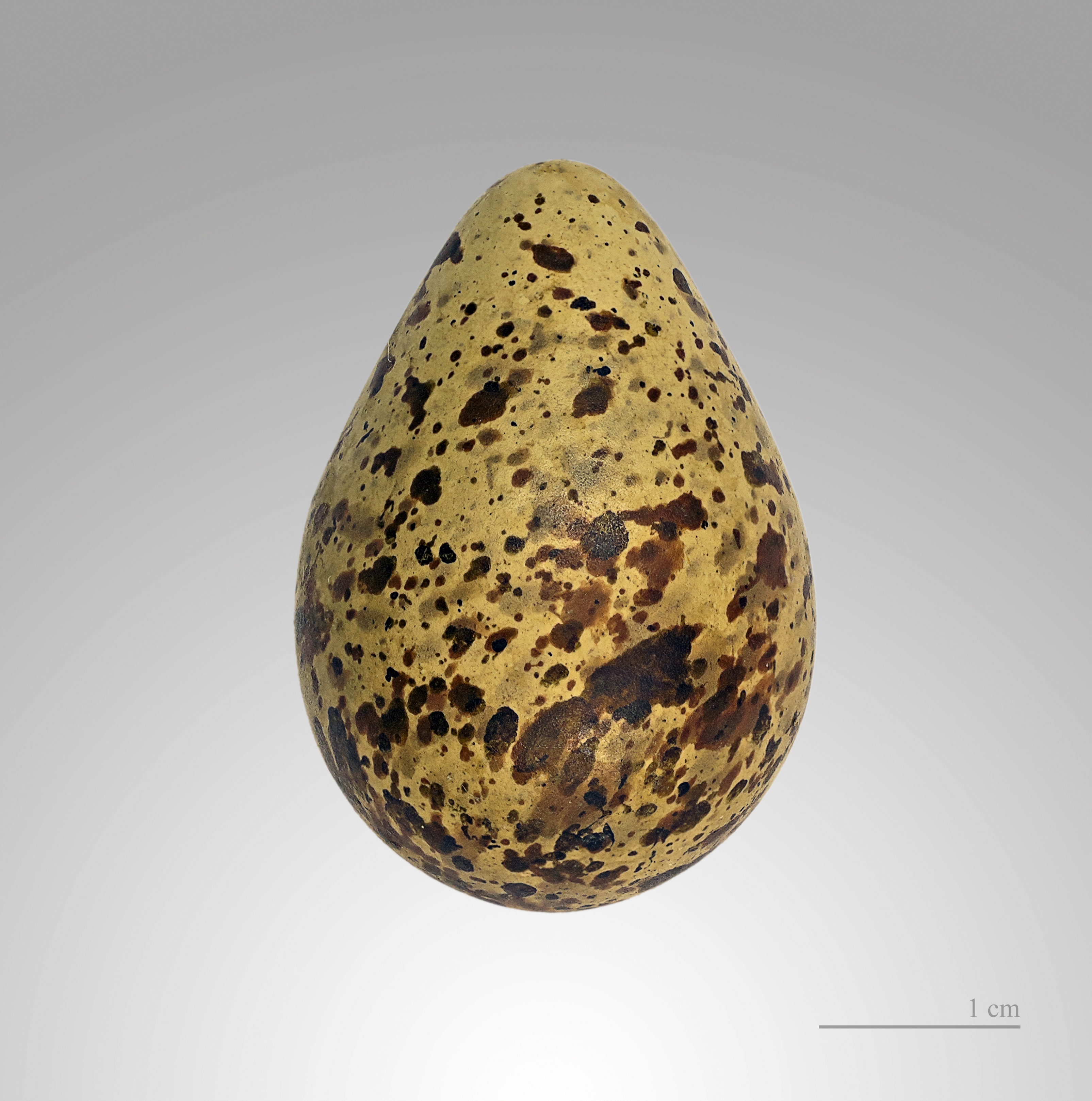
Ei

## Kenmerken
De vogel is vrij klein, 19 tot 21 cm, en wordt gekenmerkt door een vrij lange neergebogen snavel, lange hals en een witte stuit. De snavel en hals zijn wat langer dan bij de bonte strandloper. In zomerkleed heeft hij getekende donkergrijze bovendelen en steenrode onderdelen. 's Winters is de vogel lichtgrijs van boven en wit van onder met een duidelijke witte wenkbrauwstreep. Jonge vogels hebben in het najaar een grijsbruine rug met een geschubd patroon, een witte buik en een perzikkleurige borst.

## Leefwijze
Het bevolkingsaantal van deze soort hangt samen met dat van de lemming omdat in jaren waarin er weinig lemmingen zijn, de roofdieren zoals de sneeuwuil of de grote jager aangewezen zijn op de steltlopertjes. De vogel zoekt in zachte modder naar voedsel, voornamelijk op het oog, en eet voornamelijk insecten en andere kleine ongewervelden.

## Verspreiding en leefgebied
Deze strandloper is een verwoed trekvogel. Zijn overwinteringsgebieden liggen in Afrika, zuidelijk en zuidoostelijk Azië. De vogel vormt grote groepen, vaak samen met andere soorten van het geslacht Calidris. Op weg naar Afrika bezoekt deze vogel ook regelmatig westelijk Europa. In Nederland kan de krombekstrandvogel vooral worden aangetroffen langs de kust tijdens de najaarstrek in de maanden juli en augustus.

## Status
Volgens een aantal onderzoeken gepubliceerd na 2020 bleek dat deze wijdverspreide soort de afgelopen drie generaties (15 jaar) waarschijnlijk met 30-49% in aantal is gedaald. De exacte oorzaken van deze achteruitgang zijn onbekend, maar hebben te maken met habitatverlies in  tussenstopgebieden tijdens de vogeltrek en de overwinteringsgebieden. Verder speelt klimaatverandering een negatieve rol op het voortplantingssucces. Om deze redenen staat de vogel sinds 2024 als kwetsbaar op de Rode Lijst van de IUCN.

## Afbeeldingen

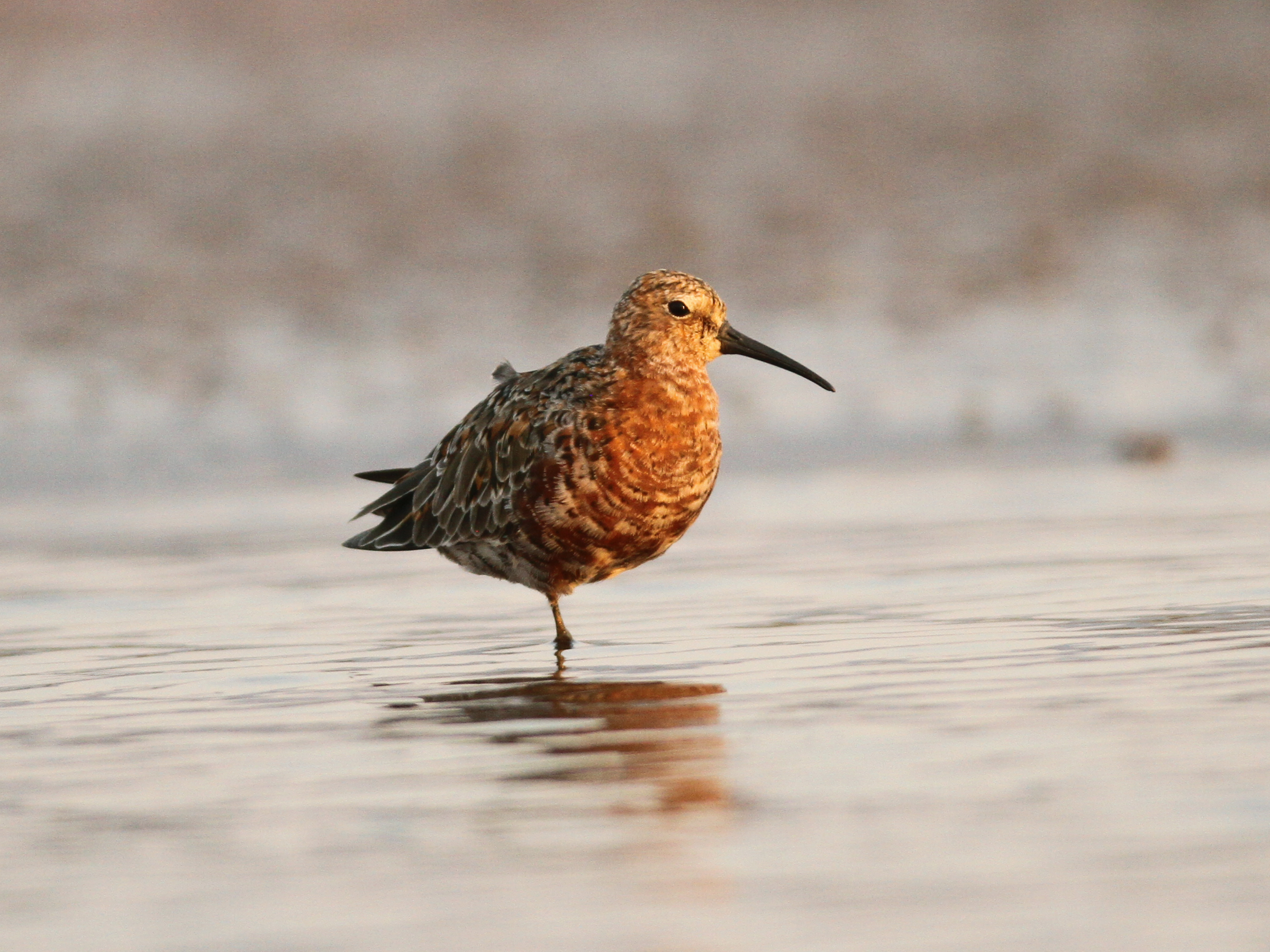
Zomerkleed
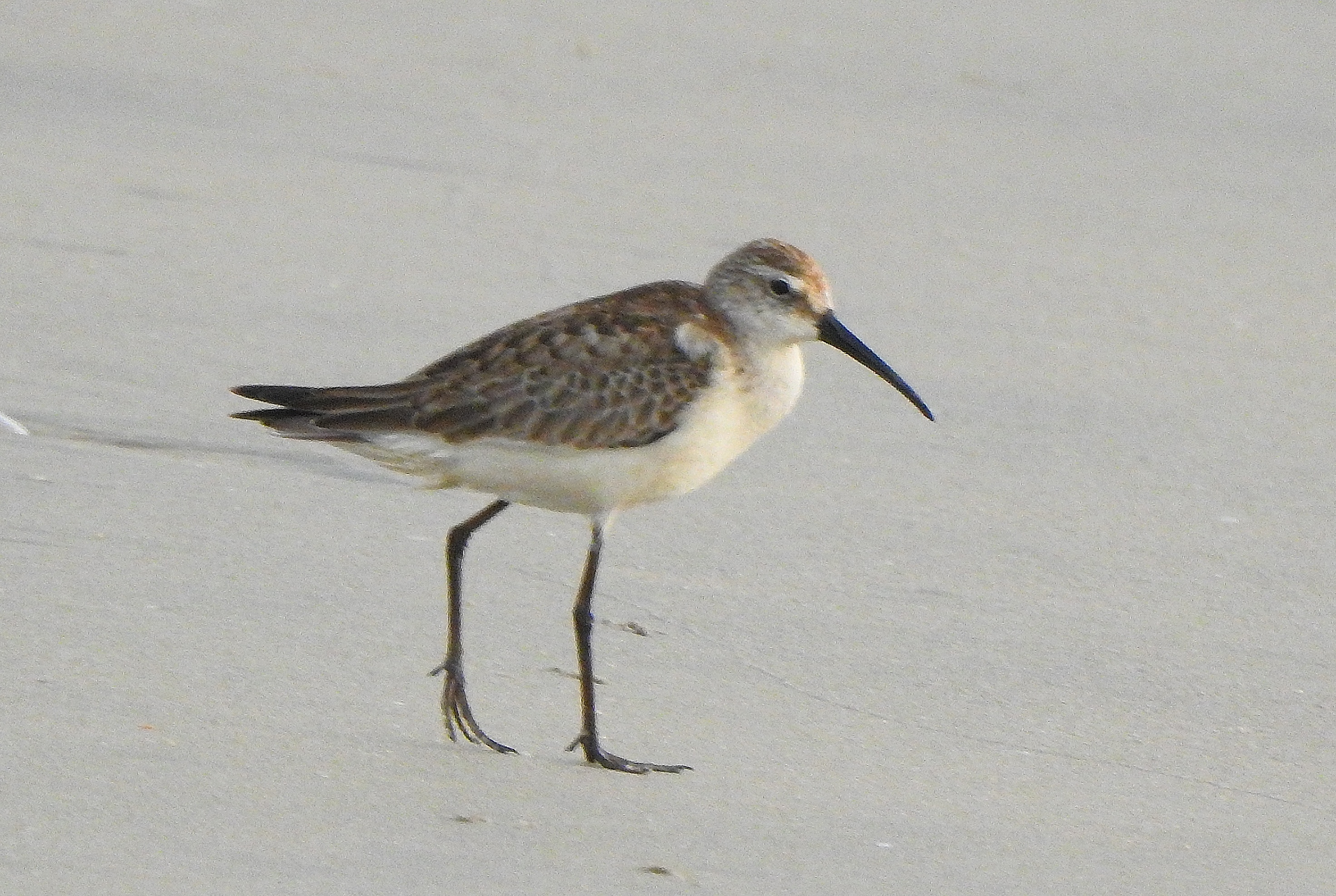
Winterkleed

## Video
- Foeragerende krombekstrandlopers